# Buse couronnée
Buteogallus coronatus
Espèce
Statut de conservation UICN

 EN C2a(i) : En danger
Statut CITES
La Buse couronnée (Buteogallus coronatus, anciennement Harpyhaliaetus coronatus) est une espèce d'oiseaux de la famille des Accipitridae.

## Répartition
Cette espèce vit en Argentine, au Brésil, au Paraguay et en Bolivie.